# Smile (Juice Wrld e The Weeknd)
Smile è un singolo del rapper statunitense Juice Wrld e del cantante canadese The Weeknd, pubblicato il 7 agosto 2020 come unico estratto dalla riedizione del terzo album in studio del rapper Legends Never Die.

## Descrizione
Il brano parla dei demoni interiori e delle relazioni dei due artisti. Nel testo, Juice Wrld parla anche della sua morte, avvenuta nel 2019: «Il diavolo sulla mia spalla mi dice che morirò presto, non voglio davvero che abbia un impatto su di te».

## Promozione
Il rapper aveva annunciato prima della sua morte di voler fare una collaborazione con The Weeknd.
Il 4 agosto 2020 The Weeknd annuncia l'uscita del brano, il cui titolo è stato rivelato due giorni più tardi.

## Tracce
Testi e musiche di Jared Higgins, Abel Tesfaye, Nick Mira, Danny Lee Snodgrass e Cody Rounds..
1. Smile – 3:16

## Classifiche
| Classifica (2020) | Posizione massima |
| ----------------- | ----------------- |
| Australia         | 8                 |
| Austria           | 39                |
| Belgio (Fiandre)  | 48                |
| Canada            | 7                 |
| Danimarca         | 24                |
| Estonia           | 16                |
| Finlandia         | 17                |
| Francia           | 152               |
| Germania          | 57                |
| Grecia            | 23                |
| Irlanda           | 14                |
| Islanda           | 22                |
| Lituania          | 15                |
| Norvegia          | 16                |
| Nuova Zelanda     | 12                |
| Paesi Bassi       | 47                |
| Portogallo        | 32                |
| Regno Unito       | 23                |
| Repubblica Ceca   | 27                |
| Singapore         | 14                |
| Slovacchia        | 32                |
| Stati Uniti       | 8                 |
| Svezia            | 17                |
| Svizzera          | 42                |
| Ungheria          | 15                |